# Rohrberg, Sachsen-Anhalt
Rohrberg är en kommun och ort i Altmarkkreis Salzwedel i förbundslandet Sachsen-Anhalt i Tyskland.
Kommunen bildades den 1 januari 2009 genom en sammanslagning av de tidigare kommunerna Ahlum, Bierstedt och Rohrberg i den nya kommunen Rohrberg.
Kommunen ingår i förvaltningsgemenskapen Beetzendorf-Diesdorf tillsammans med kommunerna Apenburg-Winterfeld, Beetzendorf, Dähre, Diesdorf, Jübar, Kuhfelde och Wallstawe.